# Operational data store
Un operational data store o ODS (in italiano:  Archivio dati operazionale) è una base di dati progettata per integrare dati da molte fonti per operazioni addizionali sui dati. A differenza di un "master data store" il dato non è restituito ai sistemi operazionali. Sarà passato per ulteriori operazioni  e al "datawarehouse" per la reportistica.
Poiché i dati provengono da diverse fonti, l'integrazione spesso coinvolge la pulizia, la risoluzione della ridondanza ed il controllo delle regole di livello aziendale per la loro integrità.
Un ODS è progettato di solito per contenere un dato atomico a basso livello con una storia limitata che è presa in tempo reale o quasi.